# Сильва, Табаре
Табаре́ Абаюба́ Си́льва Агила́р (исп. Tabaré Abayubá Silva Aguilar; род. 30 августа 1974, Мерседес) — уругвайский футболист, полузащитник; тренер.

## Карьера игрока

### Клубная карьера
Сильва начал свою карьеру в 1993 году в «Дефенсор Спортинг», вскоре он получил вызов в сборную Уругвая и в 1995 году вместе с командой выиграл Кубок Америки. Он также участвовал в Кубке Америки 1997 года.
В 1998 году он переехал в Испанию, где играл за «Севилью», «Леванте» и «Эльче».
В 2003 году он вернулся в Уругвай, после чего играл за различные команды: «Сентраль Эспаньол», «Суд Америка», «Ривер Плейт Монтевидео», «Рампла Хуниорс» и «Вилья Эспаньола».

### Карьера в сборной
Сильва дебютировал за сборную Уругвая 19 октября 1994 года в товарищеском матче со сборной Перу (уругвайцы победили с минимальным счётом) на Национальном стадионе в Лиме. Он сыграл в общей сложности 19 матчей за сборную родной страны, ни разу не забив.

## Тренерская карьера
Сильва дебютировал в качестве тренера с «Суд Америка» в 2010 году. 26 июня 2012 года было объявлено, что он будет тренировать свою любимую команду — «Дефенсор Спортинг». С «Дефенсором» Сильва выиграл второй этап чемпионата Уругвая, Клаусуру-2013, но стать чемпионом страны с «фиолетовыми» ему не удалось.
В 2014 году возглавлял боливийский «Ориенте Петролеро». С конца декабря 2014 года работал в эквадорском «Депортиво Кито», он провёл хороший сезон, но покинул клуб из-за финансовых проблем. В середине 2015 года он возглавил «Реал Гарсиласо» из Перу, с которым занял четвёртое место в чемпионате. В 2016 году он стал тренером «Аукаса» после увольнения Карлоса Искьи. Он покинул клуб, когда потерпел поражение от «Мушук Руна». В 2018 году он вернулся в «Реал Гарсиласо». В июне 2019 года он стал тренировать «Депортиво Куэнка» после увольнения Луиса Солера. 5 ноября он был представлен в качестве временного тренера «Барселона Гуаякиль», он руководил клубом в ходе плей-офф чемпионата. Сильва должен был вернуться в «Депортиво Куэнка» в январе 2020 года, чтобы сохранить действующий контракт с клубом.